# Chatia Buniatiszwili
Chatia Buniatiszwili gruz. ხატია ბუნიათიშვილი (ur. 21 czerwca 1987 w Batumi) – gruzińska pianistka.

## Dzieciństwo i edukacja
W wieku trzech lat razem ze starszą siostrą zaczęła pobierać lekcje gry na fortepianie, na które wysłała je matka.
Jako sześciolatka zagrała w towarzystwie orkiestry kameralnej swój pierwszy koncert publiczny, który odbył się w Tbilisi. W wieku dziesięciu lat zaczęła grać koncerty w krajach Europy, a także w Armenii, Izraelu, Chinach i Stanach Zjednoczonych.
Ukończyła naukę w szkole muzycznej w Tbilisi, a w 2004 roku zaczęła uczęszczać do państwowego konserwatorium w Tbilisi.

## Kariera muzyczna
W swojej karierze grała koncerty m.in. z orkiestrami: Orchestre de Paris (pod batutą Paava Järviego), Los Angeles Philharmonic, Wiener Symphoniker, Orchestre National de France (pod batutą Daniele'a Gattiego) i Philharmonia Orchestra w Londynie.
W 2003 roku otrzymała nagrodę specjalną podczas Międzynarodowego Konkursu dla Młodych Pianistów im. Vladimira Horowitza organizowanym w Kijowie. Odebrała także pierwszą nagrodę podczas konkursu organizowanego przez Fundację Wspierającą Młodych Gruzińskich Muzyków. W 2008 roku zdobyła brązowy medal podczas 12. Mistrzowskiego Konkursu Pianistycznego im. Artura Rubinsteina, a także została wyróżniona statuetkami za wygraną w kategoriach Najlepszy wykonawca kompozycji Fryderyka Chopina oraz Faworyt publiczności. W tym samym roku zagrała swój pierwszy koncert w amerykańskim Carnegie Hall. W latach 2009–2011 była mianowana artystą nowego pokolenia w plebiscycie BBC Radio 3.

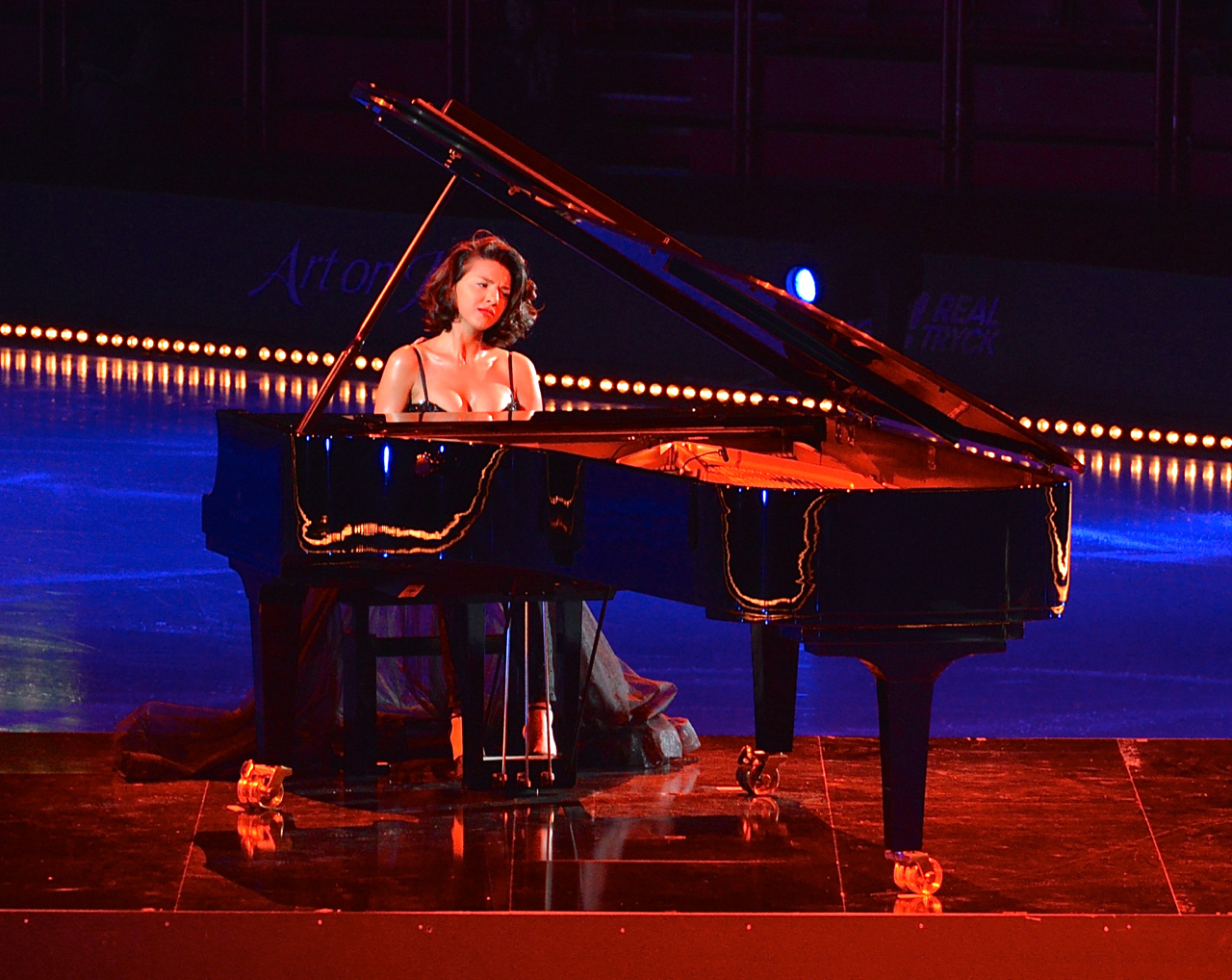
Chatia Buniatiszwili podczas widowiska Art on Ice w Sztokholmie w marcu 2014 roku

W 2010 roku podpisała kontrakt płytowy z wytwórnią Sony Classical Records. W tym samym roku otrzymała Borletti-Buitoni Trust Award. Rok później premierę miał jej debiutancki album studyjny zatytułowany Franz Liszt, który został napisany ku pamięci Ferenca Liszta i wydany z okazji rocznicy jego dwusetnych urodzin. W tym samym roku razem z Gidoneme Kremerem i Giedrė Dirvanauskaitė nagrała płytę pt. Piano Trios, na której znalazły się ich wariacje kompozycji Piotra Czajkowskiego i Wiktora Kisina.
W latach 2011–2012 pianistka była nominowana w kategorii wschodząca gwiazda do nagrody Vienna Musikverein i Konzerthaus. We wrześniu 2012 roku wydała swoją drugą płytę studyjną zatytułowaną Chopin, którą nagrała we współpracy z Orchestre de Paris pod batutą Paavo Järviego. W 2012 artystka otrzymała statuetkę Echo Klassik za wygraną w kategorii najlepszy debiutant roku.
W 2014 roku premierę miał trzeci solowy album studyjny pianistki zatytułowany Motherland, który artystka zadedykowała matce. W tym samym roku wyruszyła w trasę koncertową razem z projektem Art on Ice, w ramach którego wzięła udział łącznie w trzynastu występach.
W 2016 ukazała się jej czwarta solowa płyta długogrająca zatytułowana Kaleidoscope.

## Życie prywatne
Zna cztery języki obce: rosyjski, niemiecki, francuski i angielski. Mieszka na stałe w Paryżu.

## Dyskografia

### Albumy studyjne
- Franz Liszt (2011)
- Piano Trios (2011; z Gidonem Kremerem i Giedrė Dirvanauskaitė(inne języki))
- Chopin (2012)
- Motherland (2014)
- Kaleidoscope (2016)